# Klejmo
Klejmo – niewielka samodzielna kompozycja umieszczona na obramowaniu ikony jako dopełnienie jej głównego tematu ukazanego w polu ikony. 
Klejma są typowym elementem ikon ze scenami z żywota (cs. żitijnaja ikona), na których w polu głównym ukazany jest święty, zaś na obramowaniu, w kolejnych klejmach – kluczowe momenty jego życia. Klejma występują również na ikonach świątecznych. Wtedy w polu głównym widoczna jest scena przyjęta w ikonografii dla zobrazowania święta, zaś klejma rozwijają temat, przedstawiając kluczowe wydarzenia z historii zbawienia z nim związane. 
Klejma należy oglądać i interpretować według ruchu wskazówek zegara, począwszy od wizerunku umieszczonego w lewym górnym rogu ikony. Jeśli klejma nie zajmują całego obramowania ikony, a zamiast nich w górnym rzędzie znajduje się wyobrażenie Deesis, wówczas pierwsze klejmo położone jest w lewym górnym rogu, następne – w prawym górnym rogu, później po lewej stronie poniżej pierwszego itd.

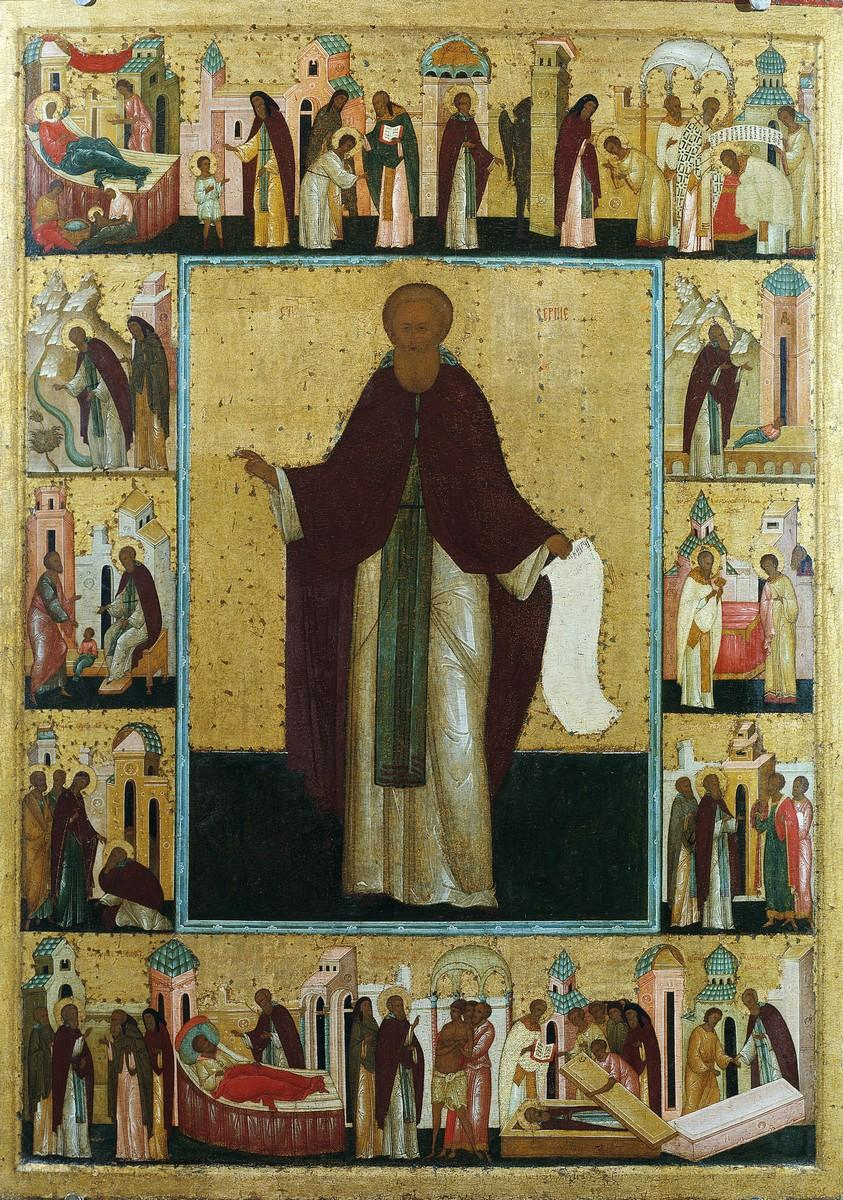
Ikona Sergiusza z Radoneża ze scenami z żywota, Dionizy, XV w. Klejma ze scenami z życia świętego ułożone w klasycznym porządku według ruchu wskazówek zegara
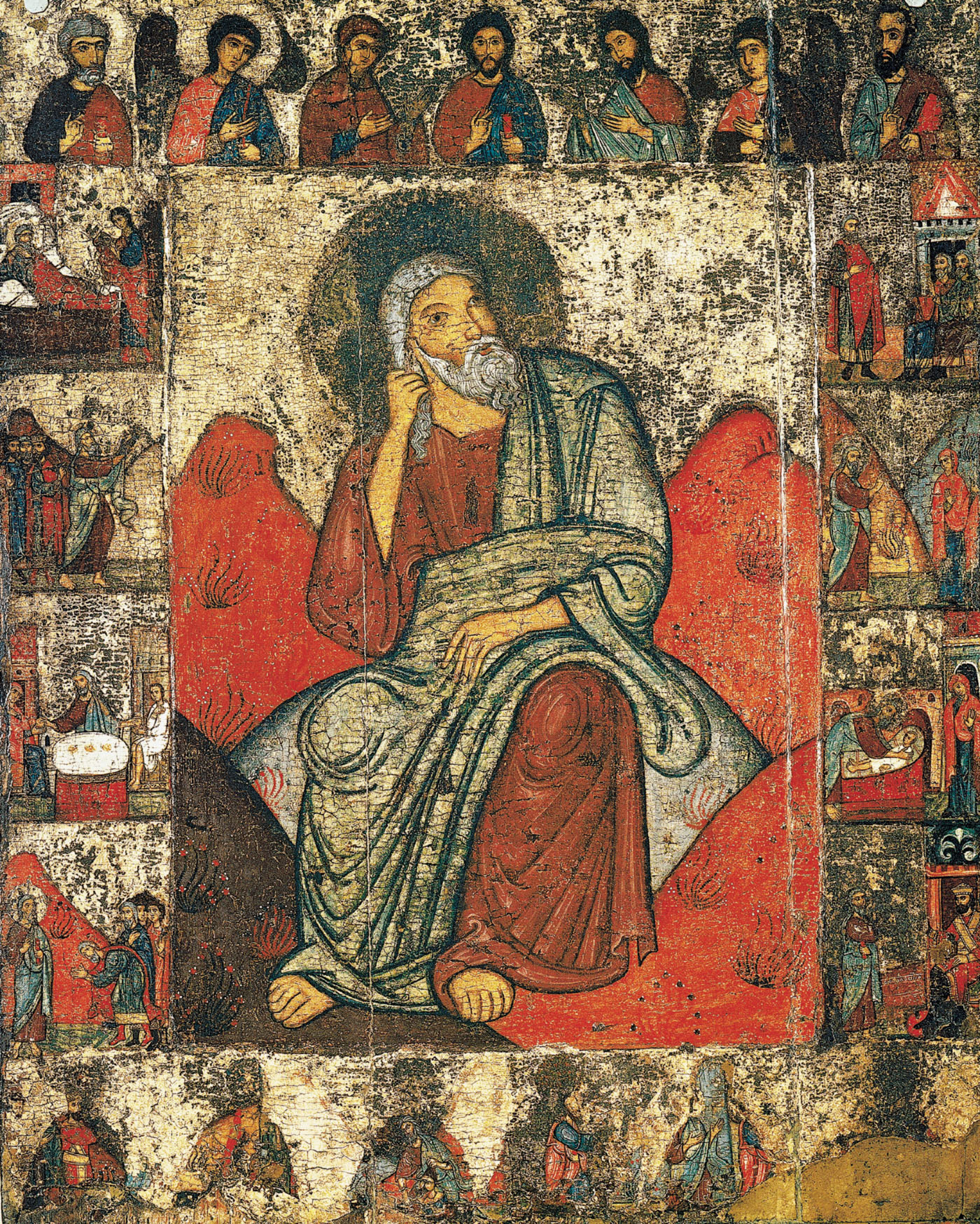
Ikona proroka Eliasza na pustyni, pskowska szkoła ikonograficzna, XIII/XIV w. W górnej części ikony wyobrażenie Deesis, klejma ułożone na obramowaniu w zmodyfikowanym porządku